# Prépost
A prépost a katolikus egyház prelátusa, szentelése szerint áldozópap, rangja szerint a megyés püspök alárendeltje. A nagyprépost az egyházi közigazgatás adminisztratív központjának, a káptalannak a vezetője; helyettese a kisprépost. Ezen kívül prépostnak nevezik egyes szerzetesrendek, például a premontrei rend vezetőjét is (más rendeknél, például a bencéseknél ez az apát.)
A megnevezés latin eredetű, a praepositus vagyis elöljáró szóból ered.
Különleges magyar egyházjogi intézmény a címzetes prépost / címzetes prépostság, amely szerint a török időkben tönkretett szerzetesi prépostságok címeit (titulusait) egy arra érdemes világi papnak adományozták. XI. Piusz pápa 1934-ben a kinevezéseket a megyés püspök hatáskörébe adta.

## Viselete
A liturgián kívül a lila szegélyű és lila gombokkal ellátott fekete reverenda, lila cingulussal (övvel). Liturgiában fehér infula (süveg), piros rojttal, lila zsinóron kő nélküli mellkereszt (pectorale), egyetlen kővel díszített egyházi gyűrű, karing felett lila gallér.
Észak-Olaszország egyes egyházmegyéiben a prépostok közül a káptalani vagy kanonokrendi elöljáróként említettek a főpapi jelvények viselésének jogával bírnak, s az utóbbiak apáti áldásban részesülnek.

## Jelentései
1. Legrégibb előfordulásában, az Ágoston-rendi regulában a kolostor elöljárójának (presbyter) első helyettese.
2. A benedeki regulában: az apát helyettese. Később kapta e tisztség a perjel megjelölést.
3. Szent Chrodegang illetve az aacheni zsinat kanonoki szabályzatában a székesegyházi klérus élén áll, mint a püspök helyettese a testület ügyeinek intézésében. Ebből a jelentésből fejlődött ki a káptalan testület megjelenésével együtt sok országban, így Magyarországon is a székeskáptalan vagy társaskáptalan első méltóságának megjelölése.
4. Ez utóbbi jelentésváltozat átvételével az ágostonrendi kanonokok főként magyarországi kolostorainak fő elöljárója, prelátusa. Hasonlóképpen a premontreiek egyes rendi körzeteiben (cirkária), így a magyarban is az egyébként apátnak nevezett önálló elöljárót prépostnak mondták.
5. A 16. századtól alapított egyes klerikális szerzetesrendek (pl. barnabiták) elöljárói címe.
6. Ugyanilyen módon szerepel a jezsuiták és a piaristák legfőbb elöljáróinak címében: praepositi generales.
7. A középkorban és az újkor egy részében nagyobb apátságok birtoktesteinek felügyelője (Güterprobst).
8. Magyarországon olyan prépostság elöljárója is volt (pl. Egerben), ahol kanonokok helyett káplánok alkották a prépostság testületét.
9. Németországban és Lengyelországban főként a régebbi alapítású plébániák plébánosait nevezik prépostnak.

## További olvasnivaló
- Szerzetesrend
- Apátság
- Perjelség